# Men Boxing
Men Boxing es una película muda de 1891, producida y dirigida por William Kennedy Dickson y William Heise para Edison Manufacturing Company, presentando dos empleados de Edison boxeando. Los 12 pies de película se rodaron entre mayo y junio de 1891 en el Edison Laboratory Photographic Building en West Orange, Nueva Jersey, con la cámara y el visor de cinetografía experimental de alimentación horizontal Edison-Dickson-Heise, a través de una abertura redonda de 3/4 de pulgada (19mm) película ancha con una sola fila de bordes de perforaciones, como demostración experimental y nunca fue públicamente mostrado.